# Bernád Ágoston (irodalomtörténész)
Bernád Ágoston (Kolozsvár, 1929. november 29. – Kolozsvár, 1997. november 9.) magyar irodalomtörténész, szerkesztő.

## Életútja
Tanulmányait szülővárosában végezte, a piarista gimnáziumban érettségizett 1948-ban, majd a Bolyai Tudományegyetemen szerzett magyar nyelv- és irodalomtanári diplomát. 1952-től Erdőfülén, Kidén, Magyarlapádon és Vajdakamaráson tanított, közben a bukaresti Tanügyi és Pedagógiai Könyvkiadó kötelékében két magyar olvasókönyvet, irodalmi szöveggyűjteményt szerkesztett.
A Hét c. bukaresti hetilap kolozsvári szerkesztője volt 1970-85-ig, 1985-ben vonult nyugdíjba. Bevezető tanulmányokat írt Bethlen Miklós önéletírásához (Téka, 1971); Jósika Miklós (1965), Honoré de Balzac (1967), Kaffka Margit (1969), Gozsdu Elek (1975), Heltai Gáspár (1979) köteteihez a Tanulók Könyvtára sorozat számára; ugyanezen sorozatban Ember és polgár leszek c. alatt (Kolozsvár, 1974) a felvilágosodás kori magyar irodalom kis antológiáját szerkesztette. A Hét 1978-as évkönyve számára összeállította a Romániai Magyar Írók Repertóriumát.